# Befaren maskinpersonal
Befaren maskinpersonal är en svensk behörighet för sjömän.
Reglerna för sjömansbehörigheter ändrades 2011 i och med införandet av STCW-Manila i Sverige.
Behörighetskraven fastställs i Sverige av Transportstyrelsen.

## Behörighetskrav[1]
- Behörighet som Vaktgående maskinpersonal plus 12 månaders maskintjänstgöring på fartyg med minst 400 kW maskinstyrka.

eller
- Godkänd utbildning på Sjöfartsutbildningen plus 12 månaders maskintjänstgöring på fartyg med minst 400 kW maskinstyrka.